# Mikio Narita
Mikio Narita (成田三樹夫, Narita Mikio) est un acteur japonais, né le 31 janvier 1935 et mort le 9 avril 1990.

## Biographie
Mikio Narita commence sa carrière d'acteur au théâtre au sein de la compagnie Haiyuza. En 1963, il s'engage avec Daiei en tant qu'acteur. Il a tourné dans près de 110 films entre 1964 et 1990.

## Filmographie partielle

### Cinéma
- 1965 : La Femme de Seisaku (清作の妻, Seisaku no tsuma?) de Yasuzō Masumura
- 1965 : La Légende de Zatoïchi : Voyage en enfer (座頭市地獄旅, Zatōichi jigoku tabi?) : Kenji Misumi : Jūmonji Tadasu
- 1965 : Le Soldat yakuza (兵隊やくざ, Heitai yakuza?) de Yasuzō Masumura
- 1967 : Le Silencieux (ある殺し屋, Aru koroshi ya?) de Kazuo Mori
- 1967 : Nemuri Kyōshirō burai hikae: Mashō no hada (眠狂四郎無頼控 魔性の肌?) de Kazuo Ikehiro : Saegusa Ukon
- 1972 : Kage gari (影狩り?) de Toshio Masuda
- 1973 : La Tanière de la bête (女囚さそり けもの部屋, Joshū sasori Kemono-beya?) de Shun'ya Itō
- 1973 : Combat sans code d'honneur 2 : Deadly Fight in Hiroshima (仁義なき戦い 広島死闘篇, Jingi naki tatakai: Hiroshima shitō hen?) de Kinji Fukasaku : Hiroshi Matsunaga
- 1973 : Combat sans code d'honneur 3 : Guerre par procuration (仁義なき戦い 代理戦争, Jingi naki tatakai: Dairi senso?) de Kinji Fukasaku
- 1975 : Le Cimetière de la morale (Jingi no hakaba?) de Kinji Fukasaku
- 1975 : Nouveau combat sans code d'honneur 2 : La Tête du boss (新仁義なき戦い 組長の首, Shin jingi naki tatakai: Kumicho no kubi?) de Kinji Fukasaku
- 1975 : Champion of Death (けんか空手 極真拳, Kenka karate kyokushinken?) de Kazuhiko Yamaguchi
- 1976 : Tombe de yakuza et fleur de gardénia (やくざの墓場 くちなしの花, Yakuza no hakaba: Kuchinashi no hana?) de Kinji Fukasaku : Noziaki
- 1976 : Nouveau combat sans code d'honneur 3 : Les Derniers jours du boss (新仁義なき戦い 組長最後の日, Shin jingi naki tatakai: Kumicho saigo no hi?) de Kinji Fukasaku
- 1978 : Le Samouraï et le Shogun (柳生一族の陰謀, Yagyū ichizoku no inbō?) de Kinji Fukasaku
- 1978 : Last of the Ako Clan (赤穂城断絶, Akō-jō danzetsu?) de Kinji Fukasaku
- 1979 : Les Guerriers de l'Apocalypse (戦国自衛隊, Sengoku jieitai?) de Kōsei Saitō
- 1979 : Sanada Yukimura no bōryaku (真田幸村の謀略?) de Sadao Nakajima
- 1979 : Nihon no fikusā (日本の黒幕?) de Yasuo Furuhata
- 1981 : Samurai Reincarnation (魔界転生, Makai tenshō?) de Kinji Fukasaku
- 1982 : Dans l'ombre du loup (鬼龍院花子の生涯, Kiryūin Hanako no shōgai?) de Hideo Gosha
- 1982 : Ninja Wars (伊賀忍法帖, Iga ninpōchō?) de Kōsei Saitō
- 1982 : Yajū deka (野獣刑事?) d'Eiichi Kudō : Kuroki
- 1984 : Fireflies in the North (北の螢, Kita no hotaru?) de Hideo Gosha
- 1986 : La Mer et le Poison (海と毒薬, Umi to Dokuyaku?) de Kei Kumai
- 1987 : Tokyo Bordello (吉原炎上, Yoshiwara Enjō?) de Hideo Gosha
- 1988 : Hana no ran (華の乱?) de Kinji Fukasaku : Harufusa Hatano

### Télévision
- 1971 : Mito Kōmon (水戸黄門 Ⅲ?) (série télévisée)
- 1980 - 1985 : Shadow Warriors (影の軍団Ⅱ、Ⅳ?) (série télévisée)
- 1983 : Tokugawa Ieyasu (徳川家康?) (NHK - série télévisée)